# Banque populaire Auvergne Rhône Alpes
Pour les articles homonymes, voir Banque populaire (homonymie).
La Banque populaire Auvergne Rhône Alpes est une banque régionale et coopérative. Elle appartient au groupe BPCE.

## Description
Ses agences sont réparties sur toute la région Auvergne-Rhône-Alpes.

## Histoire
A l’issue des trois Assemblées Générales Extraordinaires de sociétaires qui se sont tenues le mercredi 7 décembre 2016, à Clermont-Ferrand, puis Lyon et enfin Grenoble, les Banques Populaires des Alpes, Loire et Lyonnais et du Massif Central ont fusionné pour donner naissance à la Banque Populaire Auvergne Rhône Alpes.